# Rysslands damlandslag i fotboll
Rysslands damlandslag i fotboll representerar Ryssland i fotboll på damsidan och spelade sin första match när man den 17 maj 1992 spelade 0–0 mot Ungern i Budapest.
Den 24 februari 2022 gick Ryssland till militärt anfall mot Ukraina. Som en del av omvärldens reaktioner stängdes Ryssland av från internationella tävlingar, och kunde därmed inte delta vid EM 2022 i England. Ryssland överklagade besluten till Idrottens skiljedomstol, men fick inget gehör.

## Laguppställning
| Nr | Pos. | Namn                   | Födelsedatum (ålder)     | Matcher | Mål |          | Klubb                |
| -- | ---- | ---------------------- | ------------------------ | ------- | --- | -------- | -------------------- |
| 1  | MV   | Elvira Todua           | 31 januari 1986 (29 år)  | 74      | 0   | Ryssland | WFC Rossiyanka       |
| 2  | F    | Marina Pushkareva      | 24 augusti 1989 (26 år)  | 3       | 0   | Ryssland | Kubanochka Krasnodar |
| 3  | F    | Valentina Orlova       | 19 april 1993 (22 år)    | 4       | 0   | Ryssland | Zvezda 2005 Perm     |
| 4  | MF   | Svetlana Tsidikova     | 4 februari 1985 (30 år)  | 8       | 0   | Ryssland | FC Zorky             |
| 5  | MF   | Olga Petrova           | 9 juli 1986 (29 år)      | 57      | 8   | Tyskland | VfL Wolfsburg        |
| 7  | F    | Ekaterina Dmitrienko   | 16 januari 1990 (25 år)  | 5       | 0   | Ryssland | WFC Rossiyanka       |
| 8  | MF   | Ekaterina Lazareva     | 25 mars 1990 (25 år)     | 0       | 0   | Finland  | Kokkola Futis 10     |
| 9  | A    | Jelena Danilova        | 17 juni 1987 (28 år)     | 22      | 9   | Ryssland | Ryazan VDV           |
| 10 | MF   | Jelena Terekhova       | 5 juli 1987 (28 år)      | 53      | 5   | Ryssland | Ryazan VDV           |
| 11 | A    | Ekaterina Sochneva     | 12 augusti 1985 (30 år)  | 57      | 18  | Ryssland | Zorky Krasnogorsk    |
| 12 | MV   | Maria Zhamanakova      | 21 augusti 1989 (26 år)  | 1       | 0   | Ryssland | FC Zorky             |
| 13 | MF   | Alla Sidorovskaya      | 27 juli 1983 (32 år)     | 23      | 0   | Ryssland | Izmailovo Moscow     |
| 14 | MF   | Anastasia Chevtchenko  | 10 december 1994 (20 år) | 2       | 0   | USA      | Penn Quakers         |
| 17 | A    | Ekaterina Pantyukhina  | 9 april 1993 (22 år)     | 4       | 0   | Ryssland | Zvezda 2005 Perm     |
| 18 | F    | Jelena Medved          | 23 januari 1985 (30 år)  | 35      | 2   | Ryssland | FC Zorky             |
| 19 | F    | Ksenia Tsybutovich (c) | 26 juni 1987 (28 år)     | 61      | 3   | Ryssland | Ryazan VDV           |
| 20 | A    | Nelli Korovkina        | 1 november 1989 (25 år)  | 16      | 5   | Ryssland | Izmailovo Moscow     |
| 21 | MV   | Alain Beliaeva         | 13 februari 1992 (23 år) | 0       | 0   | Ryssland | FK Mordovochka       |
| 23 | MF   | Jelena Morozova        | 15 mars 1987 (28 år)     | 66      | 14  | Ryssland | Zorky Krasnogorsk    |